# Kazuhito Sakae
Kazuhito Sakae (jap. 栄 和人, Sakae Kazuhito; * 19. Juni 1960 in Amami, Präfektur Kagoshima, Japan) ist ein ehemaliger japanischer Ringer und Trainer der japanischen Damen-Freistilringerinnen.

## Werdegang
Kazuhito Sakae begann als Jugendlicher mit dem Ringen. Er gehörte dem Wrestling Club der Shigakkan-Universität an. Er konzentrierte sich dabei auf den freien Stil. Lediglich bei den Asienmeisterschaften 1983 in Teheran rang er auch im griechisch-römischen Til, weil dort alle teilnehmenden japanischen Ringer in beiden Stilarten an den Start gingen. Nach seiner Ringerlaufbahn, die er 1989 beendete, besuchte er die private Nippon Taiiku Daigaku („Japanische Sporthochschule“, engl. "Nippon Sports Science University") in Tokio und wurde dort zum Trainer ausgebildet. Er übernahm bald darauf die japanische Frauen-Nationalmannschaft und machte diese zur erfolgreichsten Mannschaft der Welt. Ringerinnen wie Saori Yoshida, Chiharu Ichō, Kaori Ichō, Hitomi Obara, Ayako Shōda, Kyōko Hamaguchi, Hitomi Sakamoto, Mio Nishimaki, Risako Kawai u. v. m. machte er zu Olympiasiegerinnen oder Weltmeisterinnen.
Seinen ersten Start bei einer internationalen Meisterschaft absolvierte Kazuhito Sakae bei der Junioren-Weltmeisterschaft 1979 in Ulan-Baatar, wo er im Federgewicht den 4. Platz erreichte. Seine internationale Laufbahn bei den Senioren begann 1983 bei der Weltmeisterschaft in Kiew. Mit einem 4. Platz verfehlte er dort knapp die Medaillenränge. Im November 1983 wurde er in Teheran Asienmeister im freien Stil und belegte im griechisch-römischen Stil den 2. Platz, jeweils im Federgewicht.
Für die Teilnahme an den Olympischen Spielen 1984 in Los Angeles konnte sich Kazuhito Sakae nicht qualifizieren. Diesen Startplatz eroberte Kōsei Akaishi. Bei der Weltmeisterschaft 1985 in Budapest war Kazuhito Sakae aber wieder dabei. Er kam in Budapest im Federgewicht auf den 5. Platz. Bei den Asienspielen 1986 in Seoul erreichte er hinter dem Südkoreaner Lee Jeong-geung den 2. Platz. Im gleichen Jahr startete er in Budapest auch wieder bei der Weltmeisterschaft, verfehlte im Federgewicht mit dem 4. Platz wiederum die Medaillenränge.
1987 gewann er bei der Weltmeisterschaft in Clermont-Ferrand im Federgewicht mit einem 3. Platz hinter John Smith aus den Vereinigten Staaten und Chazar Isajew aus der Sowjetunion bei den Senioren endlich eine Medaille.
1988 startete er auch bei den Olympischen Spielen in Seoul im freien Stil im Federgewicht. Er verlor dort im Pool A seinen ersten Kampf gegen Simeon Schterew aus Bulgarien, besiegte danach Jozsef Orban aus Ungarn und Theodore Dikanda aus Schweden und verlor dann gegen Avirmediin Enchee aus dem Mongolei. Damit schied er aus und belegte im Pool A den 6. Platz. Ausgerungen wurden dem damaligen Reglement zufolge nur die ersten 8. Plätze. Kazuhito Sakae kam demzufolge mit dem Sechsten aus dem Pool B auf dem gemeinsamen 11./12. Platz.
1989 wurde Kazuhito Sakae in Oarai Ibaraki/Japan im Federgewicht Asienmeister und kam bei der Weltmeisterschaft dieses Jahres in Martigny/Schweiz auf den 5. Platz.

## Internationale Erfolge
| Jahr | Platz   | Wettbewerb                                | Stil | Gewichtsklasse | Ergebnisse |
| 1979 | 4.      | Junioren-WM (Juniors) in Ulan-Bataar      | F    | Feder          | hinter Magomedgasan Abuschew, UdSSR, Simeon Schterew, Bulgarien und Raul Cascaret Fonseca, Kuba                                                    |
| 1983 | 4.      | WM in Kiew                                | F    | Feder          | hinter Wiktor Alexejew, UdSSR, Lee Roy Smith, USA und Simeon Schterew                                                                              |
| 1983 | 2.      | Asienmeisterschaft in Teheran             | GR   | Feder          | hinter Hossein Touranian, Iran, vor Ashok Kumar, Indien                                                                                            |
| 1983 | 1.      | Asienmeisterschaft in Teheran             | F    | Feder          | vor Mohsen Kaveh, Iran und Ashok Kumar |
| 1985 | 5.      | WM in Budapest                            | F    | Feder          | hinter Wiktor Alexejew, Avirmediin Enchee, Mongolei, Alben Kumarow, Bulgarien und Jozsef Orban, Ungarn                                             |
| 1986 | 2.      | Asienspiele in Seoul                      | F    | Feder          | hinter Lee Jeong-geung, Südkorea, vor Akbar Fallah, Iran und Hohtas Singh, Indien                                                                  |
| 1986 | 4.      | WM in Budapest                            | F    | Feder          | hinter Chazar Isajew, UdSSR, Joe McFarland, USA und Avirmediin Enchee                                                                              |
| 1987 | 3.      | WM in Clermont-Ferrand                    | F    | Feder          | hinter John Smith, USA und Chazar Isajew, vor Lee Jeong-geung                                                                                      |
| 1988 | 11./12. | OS in Seoul                               | F    | Feder          | nach einer Niederlage gegen Simeon Schterew, Siegen über Jozsef Orban und Theodorus Dikanda, Schweden und einer Niederlage gegen Avirmediin Enchee |
| 1989 | 1.      | Asienmeisterschaft in Oarai Ibaraki/Japan | F    | Feder          | vor Lee Jeong-geung, Taghi Akbar Nejad, Iran und Lee Won-Il, Nordkorea                                                                             |
| 1989 | 5.      | WM in Martigny                            | F    | Feder          | hinter John Smith, Gary Bohay, Kanada, Karsten Polky, DDR und Kim Seung-Ou, Nordkorea                                                              |

Erläuterungen
- OS = Olympische Spiele, WM = Weltmeisterschaft
- Federgewicht, damals bis 62 kg Körpergewicht
- F = freier Stil, GR = griechisch-römischer Stil